# Pillara
Pillara is een geslacht van spinnen uit de familie van de Stiphidiidae.

## Soorten
- Pillara coolahensis Gray & Smith, 2004
- Pillara griswoldi Gray & Smith, 2004
- Pillara karuah Gray & Smith, 2004
- Pillara macleayensis Gray & Smith, 2004